# Велика Хайча
Вели́ка Хайча — село в Україні, в Овруцькій міській територіальній громаді Коростенського району Житомирської області. Чисельність населення становить 964 особи (2001). У 1923—2017 роках — адміністративний центр колишньої однойменної сільської ради.

## Загальна інформація
Розташоване за 18 км західніше Овруча, за 2,5 км від залізничної станції Хайч-Норин, на лінії Овруч — Білокоровичі. Назву отримало від річки Хайчанка.

## Населення
Наприкінці 19 століття кількість населення становила 713 осіб, дворів — 142.
Відповідно до результатів перепису населення Російської імперії 1897 року, загальна кількість мешканців села становила 727 осіб, з них: православних — 711, чоловіків — 345, жінок — 382.
У 1906 році у селі налічувалося 806 мешканців, дворів — 136, у 1923 році — 205 дворів та 998 мешканців.
Станом на 1972 рік кількість населення становила 1 270 осіб, дворів — 351.
Відповідно до результатів перепису населення СРСР, кількість населення, станом на 12 січня 1989 року, становила 1 046 осіб. Станом на 5 грудня 2001 року, відповідно до перепису населення України, кількість мешканців села становила 964 особи.

## Історія
Біля села знайдено поселення доби неоліту, давньоруські могильники та ювелірні прикраси X—XII століть. Засноване у другій половині XV століття. Належало Немиричам. У 1650 році, внаслідок поділу власності між Немиричами, селом заволодів Владислав Немирич. Після Немиричів село належало Жабокрицьким, Потоцьким, Миловичам, Матушевським. Згадується в люстрації Київського воєводства 1754 року, сплачувало 6 злотих і 12 грошів до замку та 25 злотих і 18 грошів до скарбу.
1 вересня 1886 року, комісією із забезпечення побуту духовенства, запропоновано виділити для притчу Кобилинської парафії понад 20 десятин від землевласників Великої Хайчі Норинської парафії Козловського, Милевича та Каленського.
Наприкінці 19 століття — село Норинської волості Овруцького повіту, на річці Плещанка, притоці Норині, за 13 верст від Овруча та 3 версти від містечка Норинськ. Входило до православної парафії у Норинську.
У 1906 році — сільце Норинської волості (3-го стану) Овруцького повіту Волинської губернії. Відстань до повітового центру, м. Овруч, становила 12 верст, до волосного центру, міст. Норинськ — 4 версти. Найближче поштово-телеграфне відділення розташовувалося в Овручі.
У 1923 році включене до складу новоствореної Великохайчанської сільської ради, яка, 7 березня 1923 року, включена до складу новоутвореного Лугинського району Коростенської округи, адміністративний центр ради. Розміщувалося за 31 версту від районного центру, міст. Лугини. 25 січня 1926 року, в складі сільської ради, передане до Овруцького району Коростенської округи.
На фронтах Німецько-радянської війни воювали 349 селян, з них 212 загинули, 337 нагороджені орденами й медалями.
В радянські часи в селі розміщувалася центральна садиба колгоспу, що обробляв 2 587 га земель, в тому числі 1 751 га ріллі. Господарство мало розвинуте м'ясо-молочне тваринництво та птахівництво, вирощувало зернові культури, льон, картоплю. 85 колгоспників нагороджено орденами й медалями, серед них голову колгоспу А. Ю. Соболя та свинарку Н. Ф. Босик — орденом Трудового Червоного Прапора.
В селі були восьмирічна школа, клуб, бібліотека, фельдшерсько-акушерський пункт, відділення зв'язку.
13 квітня 2017 року увійшло до складу новоствореної Овруцької міської територіальної громади Овруцького району Житомирської області. Від 19 липня 2020 року, разом з громадою, в складі новоствореного Коростенського району Житомирської області.

## Відомі люди
- Ващук Микола Васильович (1959—1986) — ліквідатор аварії на Чорнобильській АЕС, Герой України.
- Ващук Ігор Олександрович (1994—2014) — учасник російсько-української війни.